# Économie de la Formule 1

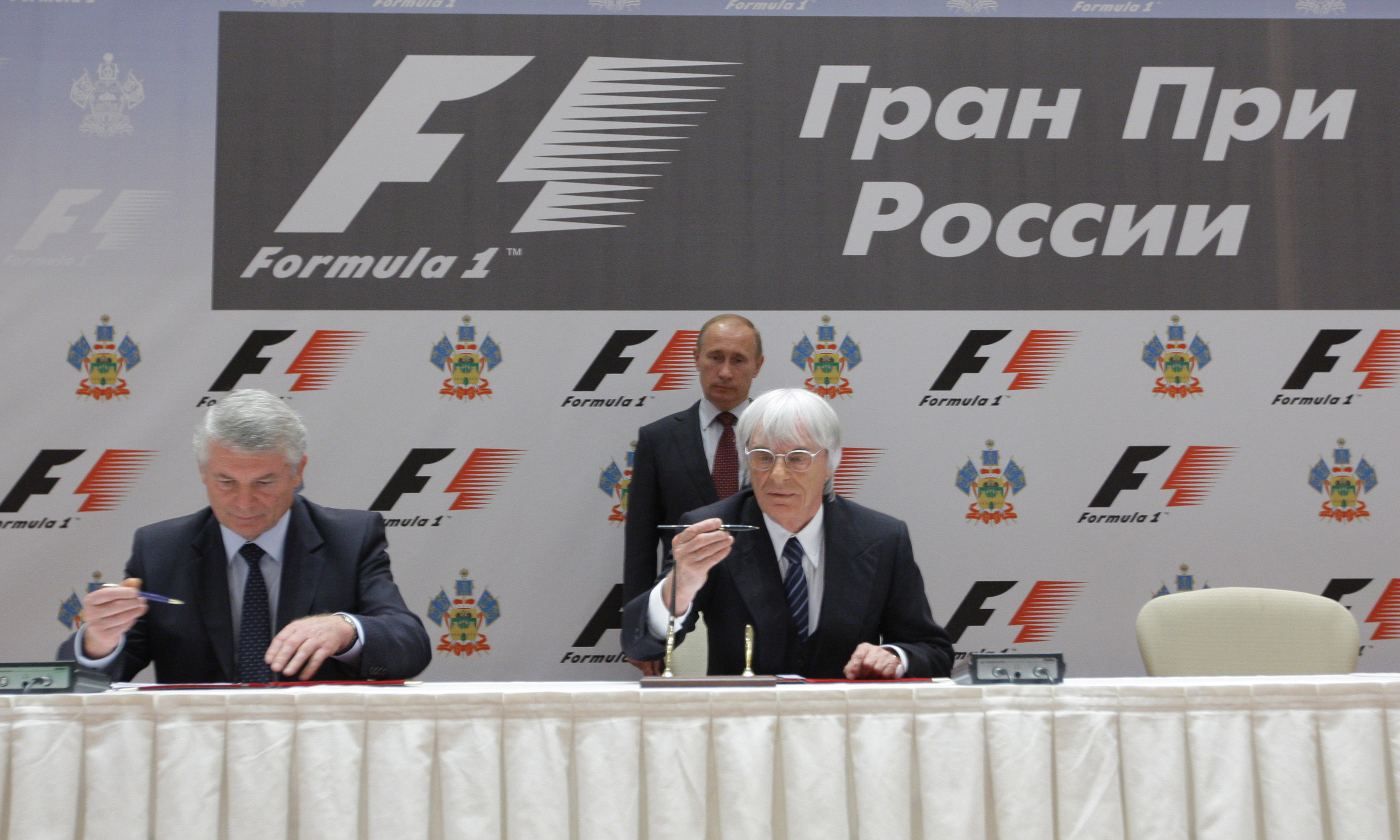
Signature du Grand Prix de Russie à Sotchi avec Bernie Ecclestone, en présence du Premier ministre Vladimir Poutine (14 octobre 2010).

L’économie de la Formule 1 repose sur différentes ressources financières : celle des pouvoirs publics, celle des industriels impliqués, celle des circuits organisateurs de Grand Prix, celle des droits de retransmission télévisée et celle des sponsors de la Formule 1.
Une part de ces ressources est gérée par la Formula One Management (FOM), présidée par Bernie Ecclestone, à la suite des accords Concorde signés en 1982 et 1987 entre la Formula One Constructors Association (FOCA) (prédécesseur de la FOM) et la Fédération internationale du sport automobile (FISA), absorbée ultérieurement par la Fédération internationale de l'automobile (FIA). 
Le budget des écuries, et le salaire des pilotes, en dépendent directement.

## Formula One Management
En 2011, selon le média français Le Point, la FOM a disposé de 1,523 milliard de dollars de revenus, en progression continue depuis 2003, saison durant laquelle ils avaient atteint 729 millions de dollars.  
À partir de 2012, selon le média britannique The Telegraph, la FOM devait bénéficier contractuellement d’un revenu garanti de 7,1 milliards de dollars sur quinze années, dont 4,7 milliards de dollars de la part des organisateurs de Grand Prix et 1,4 milliard de dollars pour les droits de retransmission télévisés (garantie dont la durée est limitée à cinq années selon la législation européenne).
Sur les comptes publiés en 2023 par Liberty Media, le chiffre d'affaires de la F1 était de 3,222 milliards de dollars.

## Ressources financières globales
Pour l’année 2009, selon le rapport des journalistes britanniques Christian Sylt et Caroline Reid pour le guide annuel britannique Formula Money, les recettes totales de la Formule 1 (incluant les revenus de la FOM) ont atteint 4,6 milliards de dollars, soit un recul de 200 millions de dollars par rapport à l'année précédente. Les recettes provenant du sponsoring étaient estimées à 771 millions de dollars (diminution de 8 %), celles liées aux droits d'organisation à 448 millions de dollars et celles liées aux droits de retransmission télévisée à 450 millions de dollars (augmentation de 18 %).
Comme en 2014, la discipline fait face à de sérieuses difficultés en 2015 et sur plusieurs fronts : une baisse significative de l’audience télévisée, notamment en Europe, des écuries rencontrant des problèmes de financement insolubles, des circuits ne pouvant plus rentabiliser l'organisation de Grands Prix. Le 29 septembre, deux écuries, Sauber et Force India, déposent une plainte auprès de l'Union européenne, contestant la répartition  des revenus commerciaux de la Formule 1 entre grosses et petites écuries (revenus estimés à 1 milliard d'euros en 2014). 

### Les subventions des pouvoirs publics
À des fins de notoriété pour leur pays, les pouvoirs publics nationaux interviennent en premier lieu lors de la construction, ou de l’aménagement, de leur circuit national de Formule 1. Ainsi au cours des quinze dernières années sont apparus les circuits nécessaires aux Grands Prix de Bahreïn et de Chine en 2004, de Singapour et d’Abou Dabi en 2009, de Russie en 2014. L'autodrome de Sotchi, dont le coût de construction annoncé à 150 millions de dollars, aurait coûté 355 millions de dollars selon la presse française. Depuis la création du championnat du monde de Formule 1 en 1950, soixante-dix circuits de compétition automobile ont été créées, ou aménagés, afin d’en accueillir une manche. 
Les pouvoirs publics nationaux et territoriaux interviennent en second lieu lors de la promotion, parfois directement, parfois indirectement lors de l’organisation du Grand Prix national.
De sept Grands Prix disputés en 1950, le nombre devait être de vingt en 2015 : il passe à dix-neuf après l'annulation en début de saison du Grand Prix d'Allemagne.

### Les investissements des industriels
Les constructeurs et les motoristes de Formule 1, surtout lorsqu’il s’agit de constructeurs généralistes automobiles, investissent afin de recueillir des résultats en termes de recherche et de développement, mais aussi en termes d’image lorsqu’ils remportent un titre mondial. Selon le site d’informations économiques sur le sport Sportune, Mercedes et McLaren ont investi une somme estimée à 360 millions dollars de 1994 à 1998 (gain du titre en 1998), Ferrari 1,1 milliard de dollars de 1983 à 1999 (gain du titre en 2000), Renault 650 millions d’euros de 2001 à 2005 (gain du titre en 2005), Red Bull 1 milliard d’euros depuis 2005 (gain de quatre titres de 2010 à 2013), Mercedes 800 millions d’euros de 2010 à 2014 (gain du titre en 2014), Honda prévoirait d’investir 1,25 milliard d’euros de 2015 à 2019.

### Les recettes des Grand Prix
Les recettes des Grands Prix sont constituées par les droits d'entrée des spectateurs, les apports du sponsoring et les aides publiques.
En 2011, selon le média français Le Point, les honoraires versés à la FOM par les organisateurs de Grands Prix de Formule 1 étaient estimés à 500 millions de dollars, constituant sa principale ressource financière avec les droits télévisés. Le Grand Prix de Monaco n’a versé aucune redevance, le Grand Prix d’Italie a versé 7 millions de dollars et le Grand Prix de Malaisie 67 millions de dollars.
Pour la saison 2015, selon le média français Le Figaro, la FOM demande entre 15 et 20 millions d'euros aux organisateurs du Grand Prix d'Allemagne (finalement annulé) et 20 millions à ceux du Grand Prix d'Italie.

### Les droits télévisés de retransmission
En 2011, toujours selon le média français Le Point, les honoraires versés à la FOM par les chaines de télévision retransmettant les Grands Prix se sont élevés à 500 millions de dollars, constituant sa principale ressource financière avec les redevances versées par les circuits.
En 2014, selon Formula Money, les Grands Prix ont été regardés, en direct ou en différé, par 450 millions de téléspectateurs. En 2018, le nombre de téléspectateurs uniques est passé à 490 millions. Au niveau de l'audience globale cumulée prenant en compte les téléspectateurs qui regardent annuellement des programmes de diffuseurs nationaux liés à la F1, elle représente un total de 1,758 milliard de personnes, avec comme principaux marchés le Brésil, l'Allemagne et l'Italie.

### Les recettes liées au sponsoring
En 2007, 50 millions de dollars étaient nécessaires au sponsor ING pour s'afficher durant une saison sur les monoplaces Renault F1 Team, ou pour Vodafone sur les Mercedes Grand Prix. 
En 2011, selon Le Point, les honoraires versés à la FOM par les sponsors des Grand Prix de Formule 1 étaient estimés à 250 millions de dollars.
En 2013, 19 % du sponsoring provenaient des Télécoms, 18 % de l’automobile, 17 % de la mode, 11 % des boissons, 9 % de la finance et 5 % des pétroliers.

## Budget des écuries
En 2006, selon le média français Les Échos, le total des budgets des onze écuries était estimé à 2,9 milliards de dollars, 418,5 millions pour Toyota, 406,5 millions pour Ferrari, 402 millions pour McLaren, 380,5 millions pour Honda, 355 millions pour Sauber BMW, 324 millions pour Renault, 252 millions pour Red Bull, 195,5 millions pour Williams et 75 millions pour Toro Rosso.. 
En 2013, selon Nextgen-Auto, site d’information sur la Formule 1, les différentes écuries ont disposé de budgets et d’effectifs inégaux, Red Bull Racing (230 millions d’euros et 600 employés), la Scuderia Ferrari (220 millions d’euros et 700 employés), Mercedes Grand Prix (185 millions d’euros et 550 employés), McLaren Racing (170 millions d’euros et 560 employés), Lotus F1 Team : (160 millions et 550 employés), Williams F1 Team  (110 millions d’euros  et 500 employés), Toro Rosso (110 millions d’euros et 320 employés), Sauber (90 millions d’euros et 300 employés), Force India  (85 millions d’euros et 320 employés), Caterham F1 Team (80 millions d’euros et 310 employés), Marussia F1 Team (72 millions d’euros et 180 personnes). À contrario, selon Sportune, l’écurie au plus faible budget était Toro Rosso avec 68 millions d’euros (et 69 millions de revenus), et celle au plus fort budget était la Scuderia Ferrari avec 319 millions d’euros (et 367 millions de revenu). 
En 2014, selon une étude d'Autosport rapportée par le média français Le Figaro, Mercedes Grand Prix, écurie championne du monde des constructeurs et des pilotes, aurait disposé de 453 millions d'euros (et 1 300 employés), la Scuderia Ferrari de 372 millions d'euros (et 750 employés), Red Bull Racing de 324 millions d'euros (et 700 employés) à comparer aux 80 millions d'euros (et 160 employés) de la plus petite écurie, Marussia F1 Team.  Selon la publication des comptes de Red Bull Racing, le budget 2014 de l'écurie a été de 295 millions d'euros (avec 694 salariés) dont 110 millions d'euros pour la recherche et le développement et près de 90 millions d'euros pour la masse salariale.
En 2022, les budgets des équipes de F1 étaient compris entre 125 millions d'euros (pour Haas F1 Team) et plus de 500 millions d'euros (pour Mercedes Grand Prix).

### Recettes
En 2011, selon le médias français Le Point, les recettes redistribuées par la FOM aux écuries de Formule 1 étaient estimées entre 400 et 500 millions de dollars. La répartition de ces redistributions obéit à des critères historiques et à des critères de résultat.  
En 2014, selon le site Sportune, les industriels, constructeurs et motoristes, auraient versé en moyenne 72 millions d'euros par écurie. 
À contrario, certains pilotes sponsorisés ou fortunés paient des écuries pour participer au championnat ou pour simplement conduire une monoplace de Formule 1 lors des séances d'essais du vendredi.

### Dépenses

#### Moteurs
En 2014, selon une étude d'Autosport rapportée par le média français Le Figaro, la fourniture pour la saison d'un bloc moteur Mercedes, Ferrari ou Renault à une écurie aurait coûté environ 20 millions de dollars.

#### Personnel
En 2013, selon le quotidien sportif espagnol Marca, les salaires annuels hors primes des personnels s'échelonnent entre 24 000 euros pour les secrétaires et les assistants marketing et 110 000 euros pour les ingénieurs de piste, avec comme salaires intermédiaires 40 000 euros pour les chauffeurs, 45 000 euros pour les mécaniciens, 50 000 euros pour les techniciens, 70 000 euros pour les analystes de télémétrie et 80 000 euros pour les chefs de département conception, chiffres indicatifs basés sur les salaires des écuries de taille moyenne comme Lotus et Force India, les salaires dans les « grosses équipes » étant plus élevés.
Le management et les chefs ingénieurs peuvent gagner beaucoup plus (plusieurs centaines de milliers d'euros). Par exemple, Adrian Newey, ingénieur châssis et concepteur de l'écurie Red Bull Racing, perçoit environ 10 millions d'euros par saison.

#### Pilotes
En 2011, selon le média français Le Point, les salaires annuels des pilotes étaient de 40 millions de dollars pour Fernando Alonso, 25 millions pour Lewis Hamilton et 20 millions pour Sebastien Vettel. 
Pour la période de juin 2012 à juin 2013, le magazine financier américain Forbes a effectué une étude particulière sur les revenus des pilotes automobiles. Pour quatre champions du monde de Formule 1 toujours en exercice, ils étaient estimés à 30 millions de dollars pour Fernando Alonso, à 27,5 millions de dollars pour Lewis Hamilton, à 18 millions de dollars pour Sebastien Vettel, et à 14 millions pour Jenson Button. 
Pour 2014, BFM Business a publié des estimations de salaires annuels de pilotes. Pour Fernando Alonso, Sebastien Vettel et Kimi Räikkönen, tous trois champions du monde, elles étaient de 24 millions d’euros, pour Lewis Hamilton, lui aussi champion du monde, de 22 millions d’euros. En 2015, selon Le Figaro, le salaire annuel de Sebastien Vettel, après son transfert de chez Red Bull Racing à la Scuderia Ferrari, était estimé à 63,5 millions d’euros pour la saison 2015. 
En mars 2015, les gains cumulés sur une carrière de pilote ont été estimés par l'institut anglo-saxon financier Wealth-X, : 780 millions de dollars (le record) sont ainsi attribués à Michael Schumacher, 220 millions à Fernando Alonso, 180 millions à Kimi Räikkönen et Eddie Irvine, 110 millions à Lewis Hamilton, 100 millions à Jenson Button, 70 millions à Alain Prost et David Coulthard, 45 millions à Sebastian Vettel et 30 millions de dollars à Nico Rosberg, le dixième de ce classement.
En mai 2015, le quotidien britannique The Guardian fait état d'un montant record de 180 millions d'euros pour le renouvellement du contrat de Lewis Hamilton pour trois années avec Mercedes, montant non confirmé et contesté par l'intéressé lui-même ; le Mirror fait lui état de 140 millions d'euros.